# Helioporidae
Helioporidae is een familie van neteldieren uit de klasse van de Anthozoa (Bloemdieren).

## Geslacht
- Heliopora de Blainville, 1830